# Köröscsente

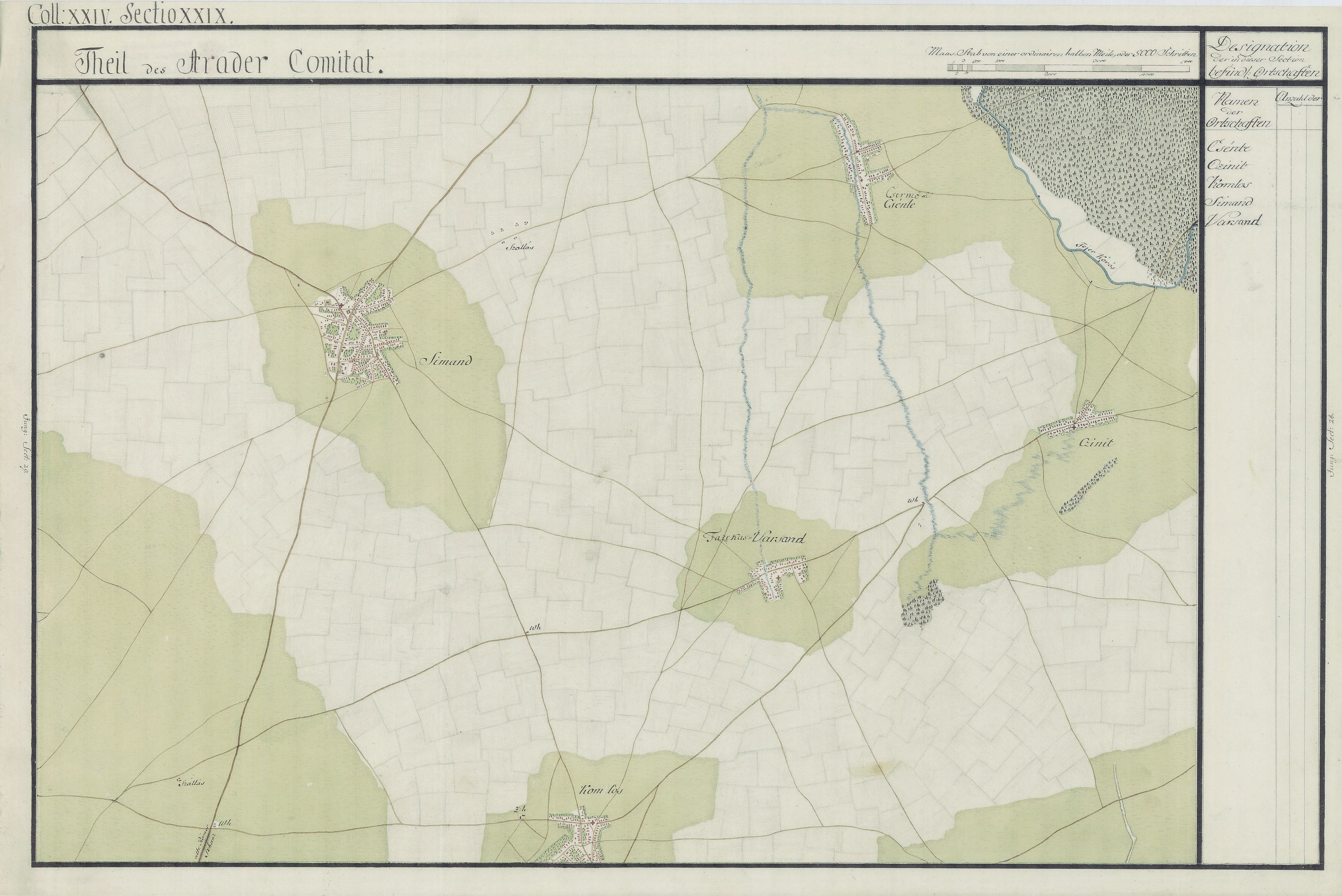
Köröscsente, Csente egy régi térképen

Köröscsente (románul: Cintei) település Romániában, a Partiumban, Arad megyében.

## Fekvése
Kisjenőtől délkeletre fekvő település.

## Története
Köröscsente, Csente nevét 1396-ban említette először oklevél Chente néven. 1480-ban Chenthe, 1466-ban Chenthreh, 1808-ban Csintye ~ Csénte, 1913-ban Köröscsente néven írták. 
A település a középkorban Zaránd megyéhez tartozott.
1472-ben egy fennmaradt oklevél szerint Dengelegi Pongrácz János erdélyi vajda birtokai közé tartozott, aki zarándi birtokrészeit familiárisának: Chenthe-i Benedeknek és Forgó Ambrusnak engedte át.
A trianoni békeszerződés előtt Arad vármegye Kisjenői járásához tartozott.

## Népessége
1910-ben 1781 lakosából 168 magyar, 101 román volt. Ebből 160 görögkeleti ortodox, 127 római katolikus, 33 református volt.